# Deportarea kalmâcilor
Deportrea kalmâcilor din 1943, care a purtat numele de cod Operațiunea Ulusî (rusă Операция «Улусы»), a fost o deportare în masă sovietică a mai mult de de 93.000 de locuitori ai Kalmîkiei, în principal etnici kalmâci, dar și a femeilor de altă etnie căsătorite cu bărbați kalmâci și a copiilor acestora, în perioada 28–31 decembrie 1943. Aceștia au fost suiți cu forța în vagoane pentru transportarea animalelor și au fost strămutați în  „așezări speciale” din Siberia, unde au fost siliți să presteze muncă forțată. Femeile kalmâce căsătorite cu bărbați nekamîci au fost exceptate de la deportare. Motivul oficial al autorităților sovietice pentru deportare a fost acuzația de colaborarea cu Axa în timpul celui celei de-a doua conflagrații mondiale. Aproximativ 5.000 de kalmâci au luptat în corpurile de cavalerie alături de Wehrmacht. Guvernul sovietic nu a luat în considerație faptul că, în același timp, mai mult de 23.000 de kalmâci au luptat în rândurile Armatei Roșii împotriva  forțelor Axei. 
Șeful NKVD-ului, Lavrenti Beria, și adjunctul lui, Ivan Serov, au fost cei care au organizat deportarea kalmâcilor la ordinul direct al premierului sovietic, Iosif Vissarionovici Stalin. În jur de 10.000 de militari NKVD-NKGB⁠(d) au participat la operațiunea de deportare. Aceasta a fost parte a programului sovietic de strămutare forțată și de  transferuri de populație care au afectat mai multe milioane de cetățeni sovietici, membri ai unor minorități etnice, între deceniile al patrulea și al șaselea al secolului al XX-lea. Kalmâcii au fost vizați de deportare pe baza mai multor motive, printre care presupusele lor sentimente anticomuniste și religia budistă. 
Deportarea kalmâcilor a dus la moartea a aproximativ 16.000 de oameni, adică o mortalitate de 17% din populația deportată. Kalmâcii au fost reabilitați în 1956, după ce Nikita Sergheevici Hrușciov a devenit noul premier al Uniunii Sovietice și a declanșat procesul de destalinizare. În 1957, kalmâcii au fost eliberați din așezările speciale și li s-a permis reîntoarcerea regiunea de baștină, unde a fost organizată Republica Autonomă Sovietică Socialistă Kalmâcă. Până în 1959, mai mult de 60% dintre supraviețuitorii deportărilor se reîntorseseră acasă. Pierderea de vieți omenești și tulburările socioeconomice ale deportărilor au avut însă un impact profund asupra kalmâcilor, efectele acestora resimțindu-se până în zilele noastre. Pe 14 noiembrie 1989, Sovietul Suprem a declarat deportările staliniste „ilegale și criminale. Analizele istorice contemporane consideră aceste deportări un exemplu de persecuție și o crimă împotriva umanității.

## Contextul istoric

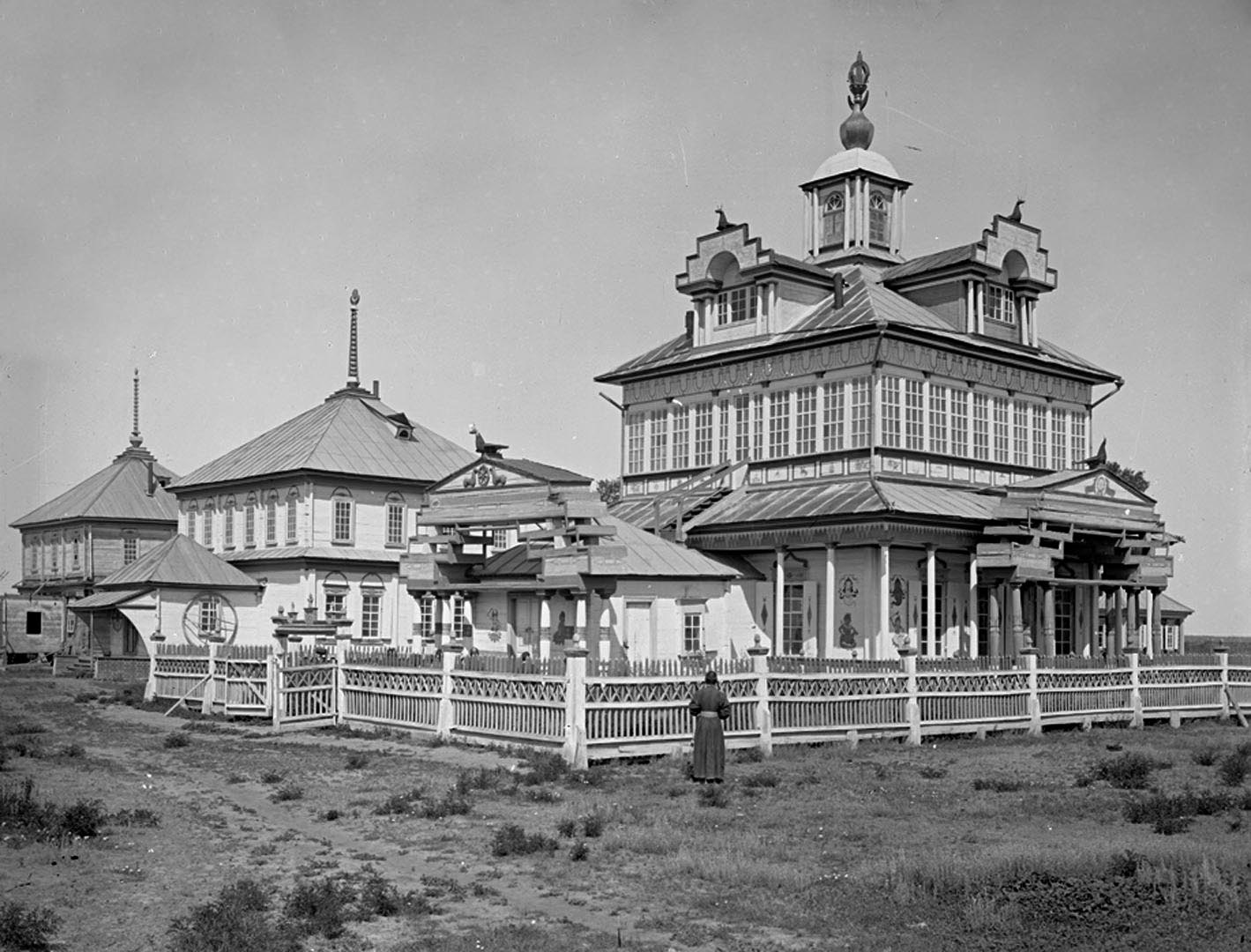
Un „hurul” kalmâc (adunare obștească) la începutul secolului al XX-lea

La sfârșitul anilor 1630, mai multe triburi oirat din vestul Mongoliei și Djungariei au migrat spre vest și s-au așezat pe valea fluviului Volga. Cu timpul, au devenit un grup etnic diferit, care a primit numele de „kalmâc”. Kalmâcii vorbesc un dialect al limbii mongole și practică budismul tibetan.
Teritoriile locuite de kalmâci au fost cucerite de Imperiul Rus. În timpul Războiului Civil Rus, numeroși kalmâci au luptat în rândurile Armatei Albe anticomuniste. După victoria bolșevicilor în război, mulți kalmâci au părăsit Rusia în 1920, numeroși dintre ei emigrând în Regatul Iugoslaviei și Regatul Bulgariei. Kalmâcii care au rămas în Uniunea Sovietică nou formată s-au opus activ colectivizării agriculturii și înlocuirii practicilor agricole și de păstorit, formând grupuri gherilă, care au continuat. să lupte până în 1926.
În 1922, Stalin a fost numit primul Secretar General al Partidului Comunist al Uniunii Sovietice. Istoricul american Ben Kiernan a descris epoca stalinistă ca fiind „de departe cea mai sângeroasă din istoria sovietică sau chiar rusă”. În deceniul al patrulea, guvernul sovietic a inițiat campania antireligioasă împotriva budismului kalmâc. Toate cele 175 temple budiste înregistrate în Imperiul Rus în 1917, au fost distruse până în. În 1935, guvernul sovietic a organizat RASS Kalmâkă cu capitala la Elista. În timpul recensământului din 1939, 131.271 de cetățeni sovietici s-au declarat de etnie klamâcă. Conform unei alte surse, în acea perioadă, în Uniunea Soveitică erau 134.400 de kalmîci.
Între lunile septembrie și octombrie 1937, au fost deportați aproximativ 172.000 de coreeni sovietici, acesta fiind primul exemplu al politicii staliniste de strămutare a unei întregi etnii.
În timpul celei de-al Doilea Război Mondial, Germania Nazistă a invadat Uniunea Sovietică  în iunie 1941. Pe 26 august 1942, forțele naziste au cucerit Elista, capitala Kalmâkiei, iar, la scurtă vreme, germanii au înființat Cropurile de cavalerie kalmîcă. Corpurile de cavalerie numărau aproximativ 5.000 de bărbați kalmâci, aflați sub comanda unui fost ofițer de informații, dr. Rudolf Otto Doll. Cavaleriștii kalmâci au luptat împotriva Armatei Roșii, partizanilor sovietici și au protejat turmele de animale ale kalmâcilor împotriva rechizițiilor sovietice. În același timp, 23.540 de kalmâci fuseseră mobilizați în rândul Armatei Roșii, 8 militari din rândul acestora fiind decorați în timpul războiului cu ordinul Erou al Uniunii Sovietice. În timpul războiului, kalmâcii au luptat în ambele tabere. Aproximativ 25% din populația kalmâcă s-a refugiat pe malul drept al Volgăi ca să scape de ocupație. Luptele au dus la distrugerea multor clădiri și la jafuri pe scară largă, pagubele totale în regiune estimate la 1.070.324.789 ruble. Atunci când forțele germane s-au retras, numeroși kalmâci s-au retras odată cu acestea. Forțele sovietice au recucerit Elista pe 31 decembrie 1942. După eliberarea regiunii, autoritățile sovietice i-au acuzat pe kalmaci că au fost neloiali și că au colaborat cu forțele Axei.

## Deportarea

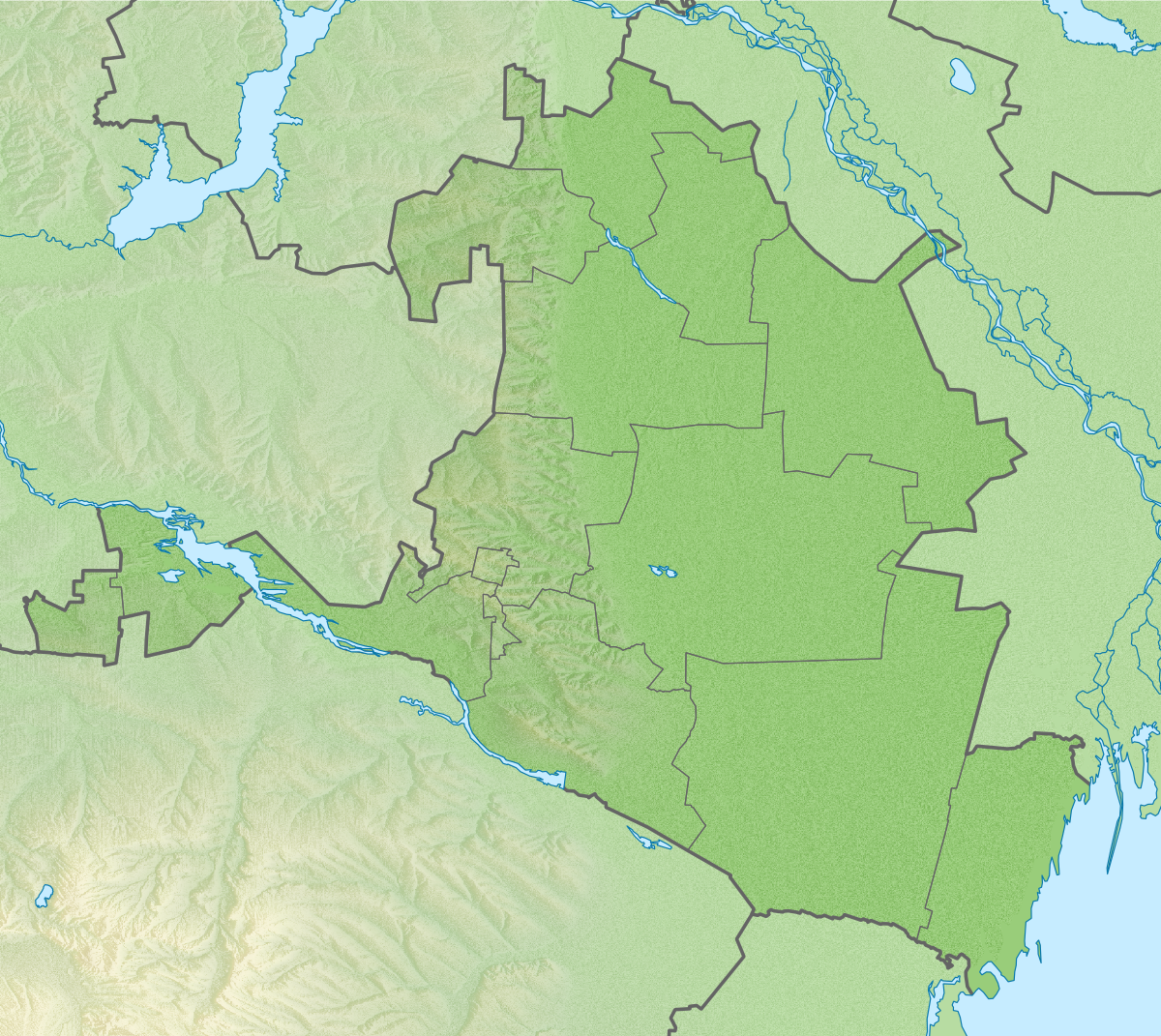
Harta Kalmâkiei

În timpul celei de-a doua conflagrații mondiale, au fost opt grupuri etnice care au fost deportate de guvernul sovietic din regiunile lor de baștină: germanii de pe Volga, cecenii, ingușii, balkarii, karaceaii, tătarii din Crimeea, turcii meshetieni și kalmâcii. Aproximativ 650.000 de oameni au fost deportați din regiunea Caucazului în 1943 și 1944. Pe perioada războiului, au fost deportați 3.332.589 de cetățeni sovietici.

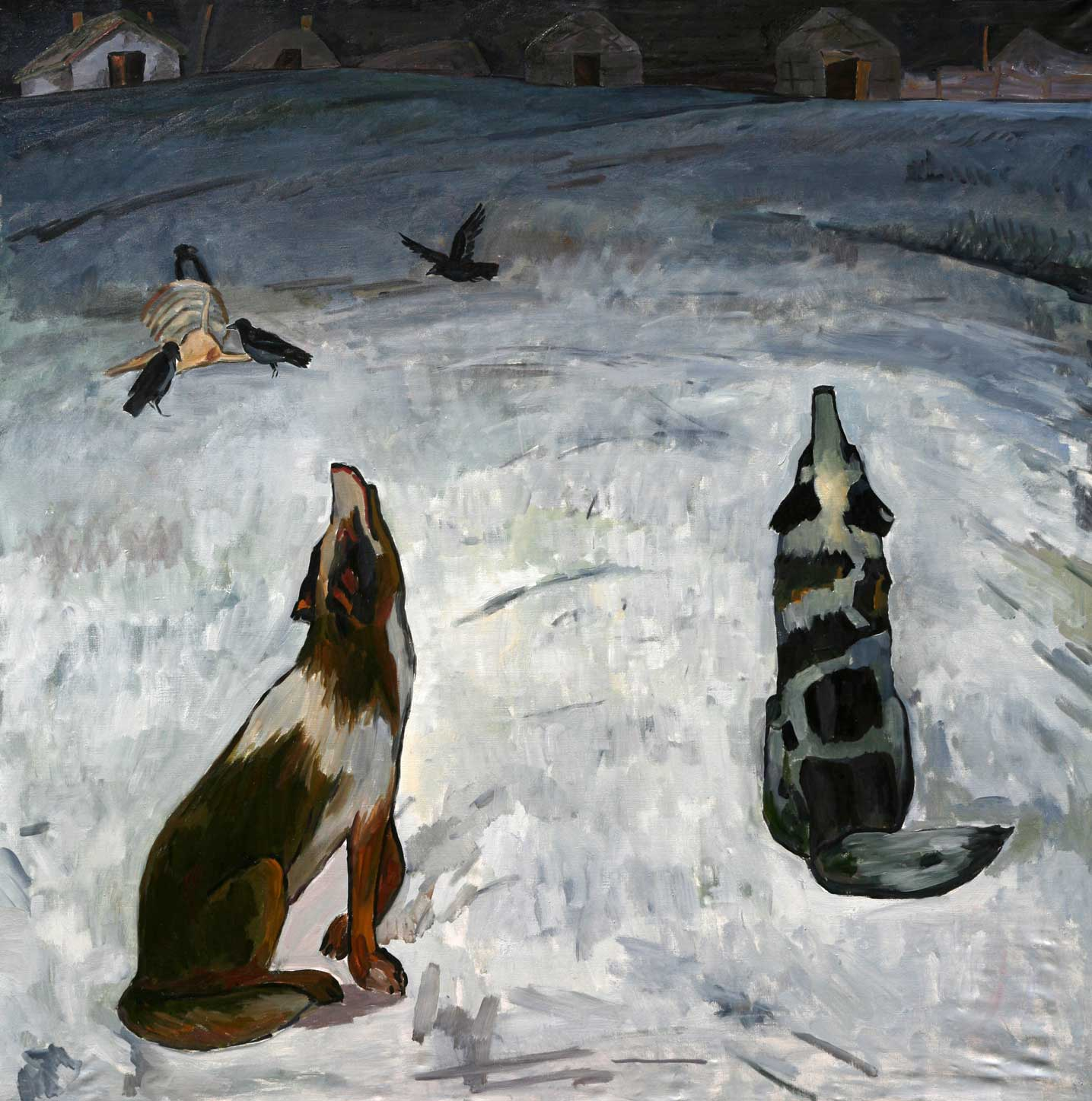
Câini urlând într-un sat pustiu după deportarea kalmâcilor. Pictură de N.N. Palmova

Lavrenti Beria, șeful poliției secrete sovietice, a fost susținătorul deportării kalmâcilor, despre care a afirmat că nu sunt „de încerdere”. Propunerea de deportare a fost înaintată spre aprobare Comitetului de Stat pentru Apărare, iar Stalin și-a dat acordul pentru aceasta în octombrie 1943. Pe 27 octombrie 1943, adjunctul șefului NKVD, Ivan Serov, s-a deplasat la Elista ca să înceapă pregătirile pentru deportarea în masă. El i-a convocat pe comuniștii locali în biroul fostului Secretar General al Partidului Comunist Kalmâk și i-a anunțat că populația kalmâcă urmează să fie deportată. Serov a motivat că etnicii kalmâci „au părăsit frontul și s-au alăturat germanilor”. În aceeași lună, un alt oficial NKVD, V.V. Cernîșiov, a avut o întâlnire la Moscova cu reprezentanții NKVD-ului din Altai,  Krasnoiarsk, Omsk și Novosibirsk pentru discutarea problemelor ridicate de mutarea în regiuni a unui mare număr de kalmâci. Kalmâkia, inclusiv capitala Elista, au fost împărțite în câteva regiuni operative. Un agent NKVD a fost desemnat în fiecare regiune, el fiind obligat să elaboreze planuri pentru a efectua deportările, inclusiv cartografierea rutelor feroviare și identificarea numărului de camioane și soldați necesar.
Pe 27 decembrie, RASS Kalmâkă a fost desființată oficial de guvernul sovietic. Teritoriul republicii a fost împărțit între regiunile  Astrahan, Stalingrad, Rostov, Ținutul Stavropol  și RASS Daghestan. Orașul Elista a fost redenumit Stepnoi. Decretul Nr. 1432 425 al Sovietului Comisarilor Poporului, care stabilea în  mod oficial deportarea kalmâcilor, a fost adoptat la 28 decembrie 1943. Documentul a fost semnat de Veaceslav Molotov, dar nu a fost publicat niciodată.
În dimineața zilei de 28 decembrie 1943, agenții NKVD au intrat în casele kalmâcilor și au adus la cunoștința locatarilor decretul  Prezidiului Sovietului Suprem prin care se ordona deportarea imediată a kalmâcilor în Siberia. Decretul justifica măsura prin aducerea de acuzații de colaborare cu naziștii, săvârșirea de acte antisovietice și terorism. Kalmâcii au avut la dispoziție 12 ore în care să își facă bagajele. Ei aveau permisiunea să ia cu ei 500 kg de bagaje, mai multe familii urmând să își încarce bunurile într-un singur camion. Agenții NKVD și soldații din subordine au percheziționat casele kalmâcilor și au confiscat arme de foc, literatură antisovietică și valută străină. Toate persoanele care urmau să fie deportate, inclusiv femeile, copii și bătrânii, au fost urcați în camioane și trimiși la cea mai apropiată stație de cale ferată. Doar persoanele care nu erau de etnie kalmâkă și femeile kalmâce care erau căsătorite cu bărbați aparținând altor grupuri etnice au fost scutite de deportare și au primit permisiunea să rămână în casele lor. Localitățile locuite de kalmâci au fost păzite de forțele sovietice pe toată durata acțiunii pentru prevenirea oricăror acte de rezistență. Chiar de la începutul acțiunii de deportare, 750 de kalmâci au fost arestați ca „membri ai bandelor” sau „elemente antisovietice”.

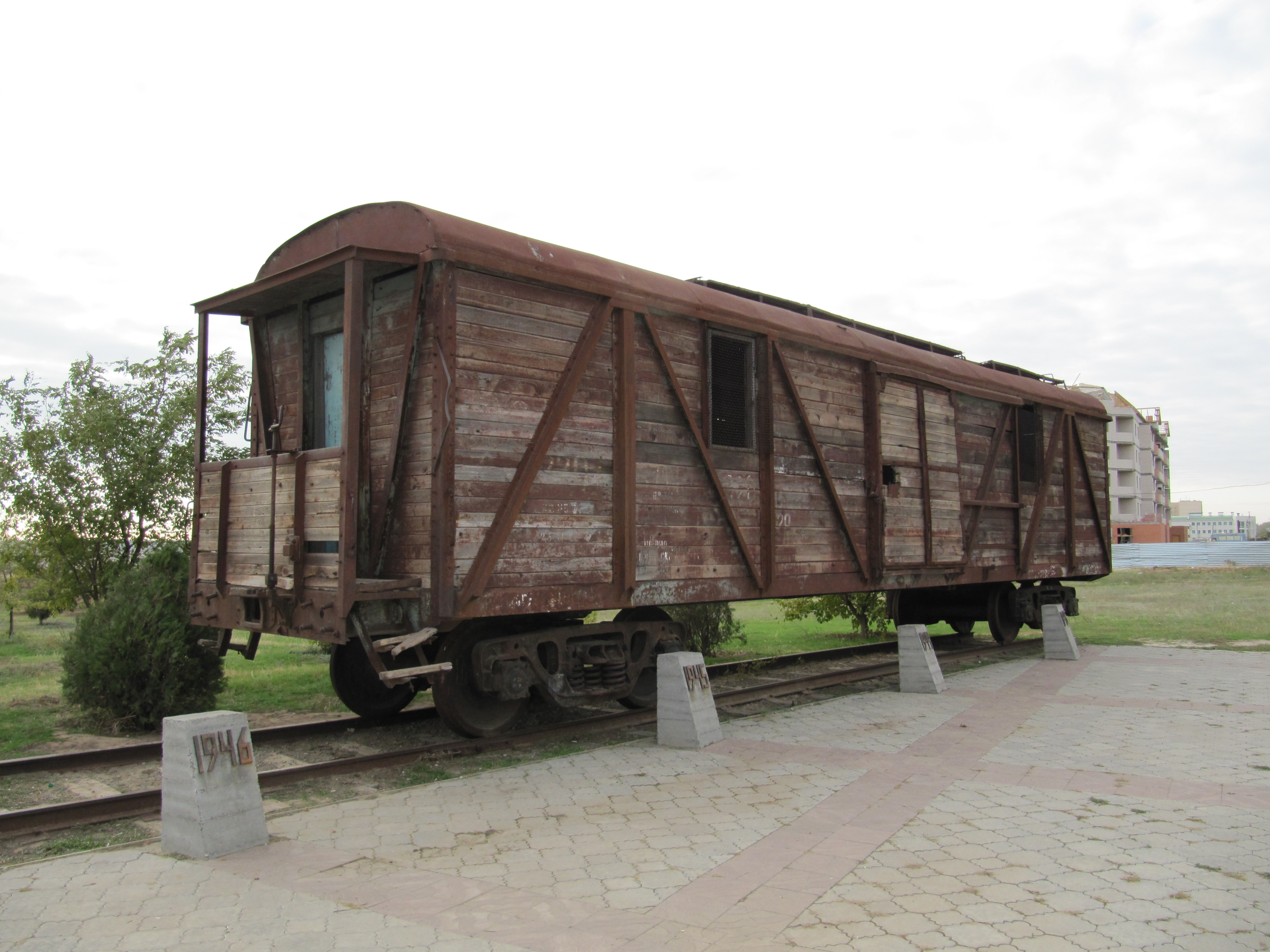
Vagoane pentru marfă folosite în timpul deportărilor sovietice

Guvernul sovietic a organizat inițial deportarea folosind 4.421 de agenți NKVD, 1.226 de soldați și 1.355 de camioane. Efectivele mobilizate pentru deportare au crescut mai apoi la 10.000 militari ai trupelor NKVD-NKGB⁠(d), noii veniți fiind chemați de pe Frontul de Est. Deportarea a fost supravegheată de comandantul NKVD-ului Regiunii Ivanovo, general-maior Merkeev.
Deportarea a primit numele de cod „Operațiunea Ulusî” fiind afectați 93.139 kalmâci, adică 26.359 de familii. Doar trei familii au scăpat de deportare. Operațiunea s-a desfășurat conform planurilor și nu s-au înregistrat incidente de securitate. Deportații au fost înghesuiți în vagoane de marfă. Au fost formate 46 de trenuri care s-au îndreptat spre locurile de deportare din răsărit. Deportații au călătorit spre destinații îndepărtate, aflate la peste 1.600 km depărtarea de locurile de baștină. Un martor și-a amintit că au călătorit două săptămâni, timp în care nu și-au putut asigura cele mai elementare condiții de igienă. Un alt martor a povestit cum copiii au dormit pe paturi improvizate, în timp ce adulții s-au odihnit pe podeaua vagoanelor. Deportații au făcut o gaură în podeaua vagonului, au pus bagaje în jurul ei și au folosit-o ca toaletă. Ei au primit de mâncare doar o dată pe zi. Unii deportați și-au împărțit mâncarea în timpul lungului tranzit. Trenurile se opreau ocazional pentru ca să permită deportaților să se miște în aer liber, deși doar pentru perioade scurte de timp. Deportarea a fost declarată ca fiind încheiată pe 31 decembrie. Cea mai mare parte a kalmâcilor a fost deportată până la sfârșitul anului (91.919), dar încă 1.014 oameni au fost deportați în ianuarie 1944. Întreaga operațiune a fost supervizată de Beria și Serov. În organizarea deportării au fost implicați și alți oficiali sovietici, așa cum au fost generalul-locotenent Victor Grigorievici Nasedkin, comandantul Gulagui și comisar al securității statului de rangul al 3-lea, și generalul-maior Dmitri Vasilevici Arkadiev, șeful departamentului de transport al NKVD-ului. Deportații au fost trimiși în diferite locuri din Siberia. Astfel, 24.352 au fost trimiși în Regiunea Omsk, 21.164 în Ținutul Krasnoiarsk, 20.858 în Ținutul Altai și 18.333 în Regiunea Novosibirsk. Alte surse indică că, începând cu 1944, 6.167 familii kalmâce au fost trimise în Altai, 7.525 în Krasnoiarsk, 5.435 în Novosibirsk și 8.353 în Omsk. 660 de familii au fost deportate în Regiunea Tomsk, 648 în RSS Kazahă, 522 in Tobolsk, 2.796 in the Regiunea Autonomă Iamalia-Neneția și  1.760 în  Regiunea Autonomă Hantî-Mansi.
Istoricul rus Nikolai Bugai descrie deportarea a descris deportarea ca implicând patru etape distincte: (1) deportări din Kalmâkiei; (2) deportări din regiunea Rostov; (3) deportări din Regiunea Stalingrad; și (4) deportările kalmâcilor aflați în serviciu activ în cadrul Armatei Roșii. Deportarea militarilor aflați în armată a avut loc între 1944 și 1945 și i-a afectat nu doar pe kalmâci, dar și pe karaceai, turci georgieni, tătari crimeeni, ceceni, inguși și balkari – cu toții au fost demobilizați și exilați în colonii speciale. Etnici ruși au fost colonizați în localitățile de unde au fost deportați kalmâcii, schimbând pentru totdeauna identitatea etnică a regiunilor.
Prezidiul Sovietului Suprem a emis un decret pe 26 noiembrie 1948 cu titlul „Cu privire la răspunderea penală pentru evadarile din locurile de stabilire obligatorie și permanente a persoanelor exilate în regiuni îndepărtate ale Uniunii Sovietice în perioada Marelui Război Patriotic”. Decretul stabilea în mod oficial că toate grupurile etnice deportate sunt condamnate la exil permanent.

## Exilul și bilanțul victimelor
Kalmâcii au fost plasați sub regimul așezărilor speciale. Aceste așezări asigurau forța de muncă în cele mai puțin dezvoltate și mai inospitaliere regiuni ale Uniunii Sovietice. Deportații au lucrau în mod obișnuit douăsprezece ore pe zi și șapte zile pe săptămână. Au suferit de epuizare, frig și foame, rațiile alimentare fiind legate de realizarea normelor de muncă.
La sosirea în lagăre a deportaților, bărbații și femeile au fost separați, spălați și forțați să se alinieze afară în frigul iernii.  Condițiile de viață erau proaste, deportații trăiau înghesuiți, mulți fiind nevoiți să împartă paturile sau să doarmă pe podea.  45.985 de kalmâci deportați figurau în evidențe ca „muncitori”, printre ei aflându-se 28.107 angajați în agricultură, 1.632 în industria aurului, 784 în mineritul pentru cărbune și 259 în exploatarea pădurilor.
Dintre cei 93.139 de kalmâci deportați, aproximativ 1.400 au murit și un număr egal s-au îmbolnăvit grav în timpul transportului. Foamea, frigul, condițiile de muncă grele și bolile au dus la multe decese suplimentare în lagărele de muncă forțată. Surse sovietice indică faptul că 83.688 de kalmâci au fost înregistrați în așezările speciale la începutul anului 1945, ceea ce înseamnă că peste 13.000 de persoane au murit sau au dispărut în primii doi ani ai deportării. În 1945, 3.735 de copii kalmâci au murit (o rată a mortalității de 9,3%) și s-au născut doar 351 copii.
Arhivele oficiale sovietice au înregistrat aproximativ 16.000 decese în rândul kalmâcilor deportați, ceea ce înseamnă o rată a mortalității mai mare de 17%. Estimările neoficiale ale NKVD au plasat rata mortalității la o valoare și mai mare, de 19%.
Dintre grupurile etnice supuse deportării forțate de către autoritățile sovietice, kalmâcii au suferit cele mai mari pierderi relative. Recensământul din 1959 a înregistrat 106.100 de kalmâci, în scădere de la 134.400 față de recensământul din 1939, ceea ce înseamnă o scădere de peste 20% într-o singură generație.

## Reabilitarea, întoarcerea și urmări
Pe 13 decembrie 1953, o delegație kalmâcă condusă de Djab Naminov-Burhinov a depus o plângere oficială la biroul Secretarului General al ONU, Dag Hammarskjöld. După moartea lui I. V. Stalin din 1953,  Nikita Hrușciov a declanșat procesul de destalinizare și a inversat cursul politicii de până atunci. În discursul secret din 24 februarie 1956, Hrușciov a condamnat deportările etnice:
| “ | Această acțiune de deportare nu a fost dictată de nicio considerație militară. Astfel, încă de la sfârșitul anului 1943, când s-a produs o străpungere permanentă pe fronturi... s-a luat o decizie și s-a executat o deportare a tuturor karaciailor din teritoriile unde locuiau. În aceeași perioadă, la sfârșitul lunii decembrie 1943, întreaga populație a Republicii Autonome Kalmâce a avut aceeași soartă. În martie, toți cecenii și ingușii au fost deportați au fost deportate și Republica Autonomă Ceceno-Ingușă a fost lichidată. În aprilie 1944, toți balkarii au fost deportați de pe teritoriul Republicii Autonome Kalbino-Balkare în locuri îndepărtate, iar republica însăși a fost redenumită Republica Autonomă Kabardină. | ” |

În august 1953, Comitetul Central al Partidului Comunist al Uniunii Sovietice a anulat decretul Prezidiului Sovietului Suprem din 1948, care dispunea ca toate grupurile etnice evacuate să rămână în exil permanent. Kalmâcii au fost eliberați oficial de supravegherea din așezările specială pe 17 martie 1956. La 9 ianuarie 1957, un decret sovietic a instituit Regiunea Autonomă Kalmâcă, iar la 29 iulie 1958, a devenit proclamată Republica Autonomă Sovietică Socialistă Kalmâce”.

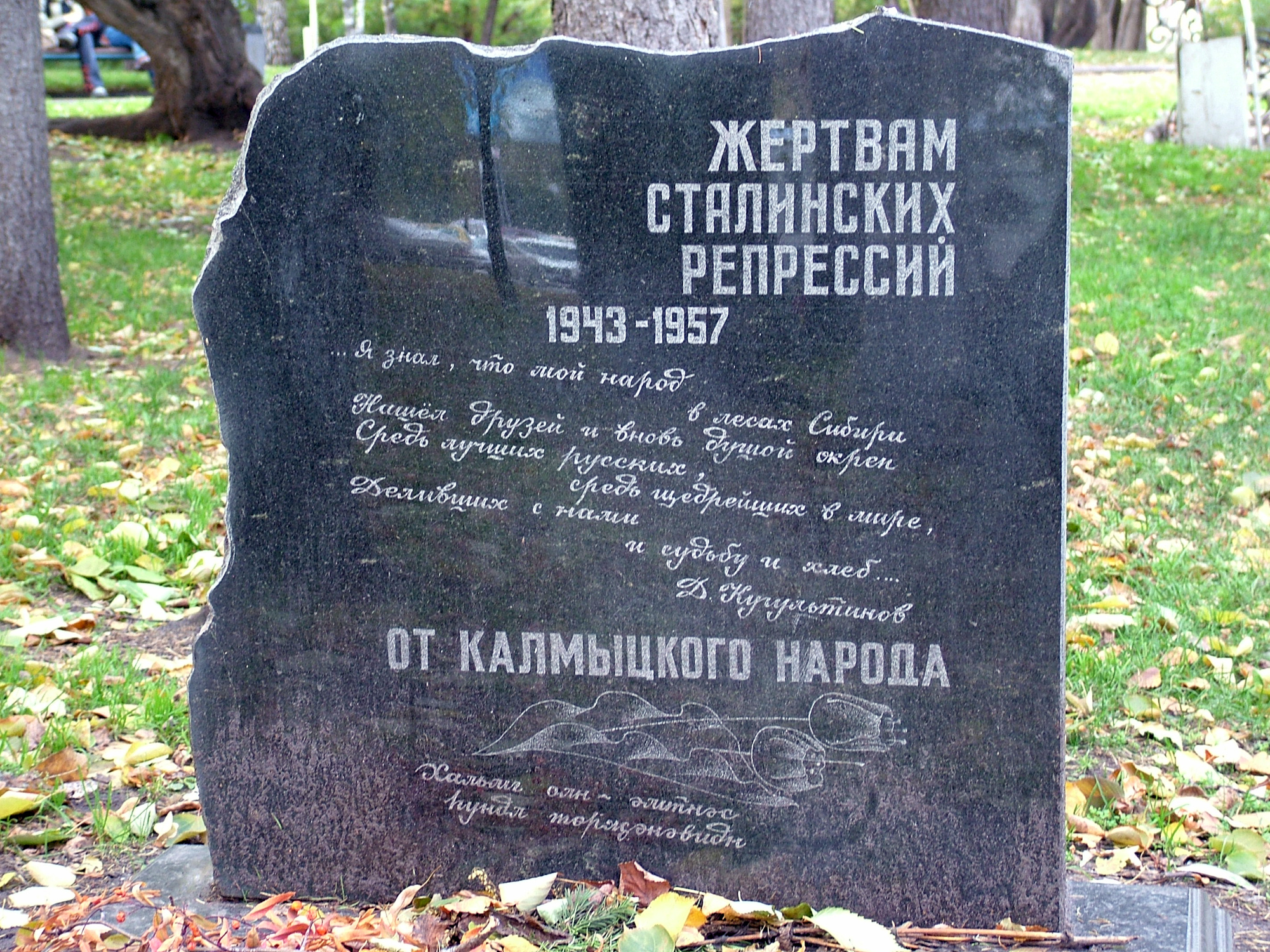
Memorialul „Victimelor represiunii staliniste” din Tomsk

Până în 1959, mai mult de 60% dintre kalmâcii deportați s-au întors în regiunile din care fuseseră deportați. By 1989, nearly 85% of Soviet Kalmyks resided in Kalmykia. Cu toate acestea, deportările au modificat permanent compoziția etnică a regiunii, reducând numărul etnicilor kalmâci de la 75% în 1926 la 45% în 1989. Many Kalmyks were grateful to Khrushchev for restoring their lands, and a street in Elista was named in his honor.

Pe 14 noiembrie 1989, Sovieul Suprem al Uniunii Sovietice a declarat toate deportările staliniste „ilegale și criminale”. Pe  aprilie 1991, Sovietul Suprem al RSFS Ruse, într-o ședință prezidată de Boris Elțin, a urmat exemplul Sovietului uniunii și a adoptat legea „Cu privire la reabilitarea popoarelor reprimate”. Articolul 2 denunța toate deportările în masă drept „politica de defăimare și genocid a lui Stalin”. Istoricul rus Pavel Polian a considerat că toate deportările de întregi grupuri etnice din timpul lui Stalin, inclusiv cele din Caucaz, sunt crime împotriva umanității.
Istoricul Alexander Nekrich a ajuns la concluzia că, deși au existat câțiva kalmâci care au colaborat cu Germania Nazistă, „majoritatea kalmâcilor nu numai că au rămas loiali sistemului, ci au luptat cu arma în mână pentru a-l apăra”. Profesorul american Brian Glyn Williams a afirmat că deportarea turcilor georginei, care a coincis cu deportarea altor grupuri etnice din Crimeea și Caucaz, în condițiile în care linia frontului nu s-a apropiat niciodată de teritoriul locuit de turcii georgieni, oferă cea mai puternică dovadă că toate deportările au fost o parte a unei politici externe secrete, sovietice mai degrabă decât un răspuns la o „trădare în masă generală”. Profesoara Nelly Bekus consideră că una dintre motivațiile pentru deportările sovietice a fost rusificarea acestor zone. Istoricii Hugo Service și Curtis Richardson au descris deportarea ca un exemplu de  „purificare etnică”,. Service este de părere că s-a urmărit „stigmatizarea anumitor grupuri etnice, pretinzând că sunt un pericol deosebit pentru statul sovietic”.
În raportul din 1991, Human Rights Watch a descris toate deportările în masă sovietice ca pe o formă de pedeapsă colectivă, deoarece grupurile erau vizate pe baza etniei lor. De asemenea, trebuie subliniat că niciuna dintre aceste grupuri etnice nu a primit nici un fel de despăgubire pentru prejudiciul cauzat de deportări. Antropologul social Valeria Gazizova a ajuns la o concluzie asemănătoare, și anume că poporul kalmâc a fost supus persecuțiilor etnice sovietice.
În ziua de 28 decembrie 1996, a fost dezvelită o sculptură de bronz înaltă de aproximativ 3 m a artistului Ernst Neizvestni – „Exil și întoarcere” – în amintirea kalmâcilor deportați. În 2012, peste 1.800 de kalmâci au completat cereri pentru compensații financiare, declarându-se victime ale deportărilor staliniste. Tribunalul orașului Elista a respins toate aceste cereri.

## Vedeți și:
- Represiune politică
- Deportarea coreenilor în Uniunea Sovietică
- Atrocitățile Armatei Roșii
- Budism